# Крейцвальд, Фридрих
Фри́дрих Ре́йнгольд Кре́йцвальд (нем. Friedrich Reinhold Kreutzwald; 14 [26] декабря 1803 — 13 [25] августа 1882) — эстонский поэт, писатель, фольклорист, просветитель, врач и общественный деятель; основоположник национальной эстонской литературы.

## Биография
Родился 14 (26) декабря 1803 года в семье крепостного крестьянина в имении Йемпер (Йыэпере) недалеко от города Везенберг, административного центра Везенбергского уезда (ныне уезд Ляэне-Вирумаа) в Эстляндской губернии. С детских лет видел тяжелую жизнь крепостных, безысходную их нужду и произвол немецких помещиков и баронов. В 1815 году, за год до отмены крепостного права в Эстляндии, отцу удалось получить вольную. В этом же году юный Крейцвальд начал учёбу в Везенберге, но вскоре был вынужден её оставить по причине нехватки денежных средств. Позже продолжил учиться в Ревеле, сдал экзамены на звание учителя и стал работать в начальной школе. В 1824—1825 годах был домашним учителем в Петербурге и усиленно занимался самообразованием, готовясь к получению высшего образования.
Как выходцу из низшего сословия, ему было отказано в приеме в Петербургскую медико-хирургическую академию и вернувшись в Эстляндию, в 1826 году он поступил на медицинский факультет Дерптского университета. В Дерпте началась его большая дружба с Фельманом, оказавшим огромное влияние на дальнейшую деятельность Крейцвальда.
Окончил университет в 1831 году и с 1833 года, в течение 44 лет работал городским врачом в Верро.
С 18 августа 1833 года был женат на Марии-Елизавете Зедлер, сестре виленского провизора фармации, выпускника Дерптского университета Абрахама Даниеля Готлиба Зедлера, венчание состоялось в церкви Виру-Нигула. Вскоре у них родился сын Алексис.
Как врач Крейцвальд тесно соприкасался с народом, хорошо знал его тяжелое положение. Будучи общественным деятелем, он часто выступал в защиту крестьян. В 1830-е гг. выступал в печати (на немецком языке) с публицистическими и фольклорно-этнографическими статьями. Смелые выступления Ф. Р. Крейцвальда в защиту крестьян вызвали враждебное отношение к нему влиятельных кругов верроского общества, состоящего из местных немцев. Доктору был объявлен бойкот, что привело к потере большей части пациентов. Жизнь осложнилась постоянной нехваткой денег. За дом, купленный в долг, он рассчитывался 34 года.
В 1877 году он оставил медицинскую практику и переселился в Дерпт, где и скончался 13 (25) августа 1882 года. Похоронен на кладбище Вана-Яани (комплекс Раади) в Тарту.

## Научная и литературная деятельность
Кроме медицины, Крейцвальд обладал обширными знаниями в области естественных наук, истории, философии, языкознания.
Ещё будучи студентом, в 1830-х годах Крейцвальд собирал и записывал народные сказания и песни, а в 1840-х годах появился целый ряд его статей (на эстонском языке) об эстонских древностях, мифологии, народных преданиях, сказках и песнях. Эти статьи принесли Крейцвальду славу основательнейшего знатока эстонской народной словесности. Им собраны, обработаны и изданы старинные эстонские сказки, он участвовал в издании эстонских народных календарей.
Наиболее крупная историческая заслуга Крейцвальда — собрание в одно целое эстонских народных сказаний, их художественная обработка, придание стихотворной формы и издание эстонского национального эпоса «Калевипоэг» («Сын Калева»).
Своей песнью о Калевипоэге Ф. Р. Крейцвальд, продолжив работу Ф. Р. Фельмана, положил начало эстонской национальной литературе, эстонской фольклористике, эстонскому литературному языку и заложил основы самосознания эстонской нации.
Первое издание эпоса на немецком языке продолжалось с 1857 по 1861 годы. Народное (массовое) издание на эстонском языке было напечатано в Финляндии, находившейся тогда в составе Российской империи в 1862 году.

### Вклад в развитие эстонского языка
Ф. Р. Крейцвальду принадлежит исключительная роль в утверждении единого эстонского литературного языка. До него эстонские книги печатались либо на таллинском, либо на тартуском наречии, а эстонские тексты втискивались в рамки немецкого правописания.

## Увековечивание памяти
- Памятник Фридриху Рейнгольду Крейцвальду в ВыруИменем Ф. Р. Крейцвальда названы улицы во многих городах Эстонии.
- Памятники Крейцвальду установлены в таллинском парке Кадриорг и в городе Выру.
- С 1953 года по 1988 год его имя носила Государственная библиотека Эстонской ССР (ныне Эстонская национальная библиотека)
- В городе Выру создан мемориальный музей Ф. Р. Крейцвальда
- Литературный музей им. Ф. Р. Крейцвальда Академии наук Эстонии
- К 100-летию со дня рождения Ф. Р. Крейцвальда Я.Тамм написал стихотворение «Памяти доктора Ф. Р. Крейцвальда». Начинается оно словами:

«С тех пор прошли года, прошло столетье,
как он родился. В тот суровый век
народ стонал, свистели кнут и плети,
был в тьму и рабство ввергнут человек.
Из мрака вышел он — поборник света,
его дела и песни не умрут,
с народом были чаянья поэта,
он с ним делил и творчество и труд…»

## Произведения
При жизни Ф. Р. Крейцвальда на эстонском языке вышли:
- «Vina-katk» (Viinakatk) (1840)
- «Sippelgas» (Sipelgas) I—II (1843—1861)
- «Narrilased. Reinuvader Rebane. Lühhikene õppetus loodud asjust.» (1847)
- «Ma-ilm ja mõnda, mis seal sees leida on» (I—II vihk) (1848)
- «Reinuvader Rebane» II osa (1848)
- «Ma-ilm ja mõnda, mis seal sees leida on» (III—V) (1849)
- «Risti-sõitjad» (1851)
- «Lenora. Üks kuulus muistne laulujutt» (1851)
- «Kilplaste imevärklikud […] jutud ja teud» (1857)
- Сборник «Старинные эстонские народные сказки и старые песни» («Eesti-rahva Ennemuistsed jutud ja Vanad laulud» I: 1860, II: 1864)
- «Таволга». («Angervaksad», 1861)
- Эстонский национальный эпос «Калевипоэг» («Kalevipoeg») (1862)
- Сборник стихов «Песни вируского певца» («Viru lauliku laulud», 1865)
- Сборник «Старинные эстонские народные сказки и старые песни» («Eestirahva Ennemuistsed jutud», 1866)
- Короткое пояснение к содержанию песен Калевипоэга («Lühikene seletus Kalevipoja laulude sisust», 1869)
- «Цветы на ниве мира». («Rahunurme lilled», I том 1871, II том 1875)
- Переводы с немецкого на эстонский язык ряда произведений Шиллера, Гейне, Гёте

Справочники:
- «Краткий курс, как беречь здоровье». («Lühhikene öppetus terwisse hooldamisest», 1854)
- «Домашний доктор». («Kodutohter», 1879)

Издано под редакторством Ф. Р. Крейцвальда:
- «Эстонский народный календарь». («Ma-rahva Kassuline Kalender ehk Tähtramat», 1844)

На немецком языке изданы:
- Эстонский национальный эпос «Калевипоэг» (1857—1861)

Посмертно изданы:
- поэма «Лембиту». («Lembitu», 1885, на эстонском языке)
- Повторное издание на эстонском языке эпоса «Калевипоэг» (1900), (1961—1963)
- Повторное издание на эстонском языке сборника стихов «Песни вируского певца» («Viru lauliku laulud», 1926, 1946)
- «Сочинения в пяти томах», («Teosed», k. 1—5, Tallinn; на эстонском языке; 1953)
- «Переписка Ф. Р. Крейцвальда» («Fr. R. Kreutzwaldi kirjavahetus». Eesti Riiklik Kirjastus. Tallinn; на эстонском языке; 1953)
- Эстонский национальный эпос «Калевипоэг» в русском переводе (1961)